# Вовча Балка (Полтавський район)
Вовча Ба́лка —  село в Україні, у Машівській селищній громаді Полтавського району Полтавської області. Населення становить 97 осіб. До 2020 орган місцевого самоврядування — Сахнівщинська сільська рада.

## Географія
Село Вовча Балка знаходиться на відстані 1,5 км від сіл Григорівка та Петрівка. Поруч проходить автомобільна дорога Р11.

## Історія
12 червня 2020 року, відповідно до розпорядження Кабінету Міністрів України № 721-р «Про визначення адміністративних центрів та затвердження територій територіальних громад Полтавської області», село увійшло до складу Машівської селищної громади.
19 липня 2020 року, в результаті адміністративно - територіальної реформи та ліквідації Машівського району, село увійшло до складу новоутвореного Полтавського району.

## Населення

### Мова
Розподіл населення за рідною мовою за даними перепису 2001 року:
| Мова       | Кількість | Відсоток |
| ---------- | --------- | -------- |
| українська | 94        | 96.91%   |
| російська  | 3         | 3.09%    |
| Усього     | 97        | 100%     |